# Ove Malmberg
Lars Ove Gösta Malmberg (* 17. Mai 1933 in Stockholm; † 23. Juni 2022 in Huddinge) war ein schwedischer Eishockeyspieler.

## Karriere
Ove Malmberg begann in der Jugend des IK Göta mit dem Eishockeyspielen. Dort schaffte er den Sprung in die erste Mannschaft des Klubs. 1958 folgte der Wechsel zur Djurgårdens IF. Fortan gewann er mit dem Team sechs schwedische Meistertitel in Folge. Zwischen 1951 und 1961 gehörte er auch der schwedischen Nationalmannschaft an und nahm an den Olympischen Winterspielen 1956 in Cortina d’Ampezzo teil.
Sein Bruder Jan Malmberg war ebenfalls Eishockeyspieler.